# 零式艦上戦闘機五二型61-120号機

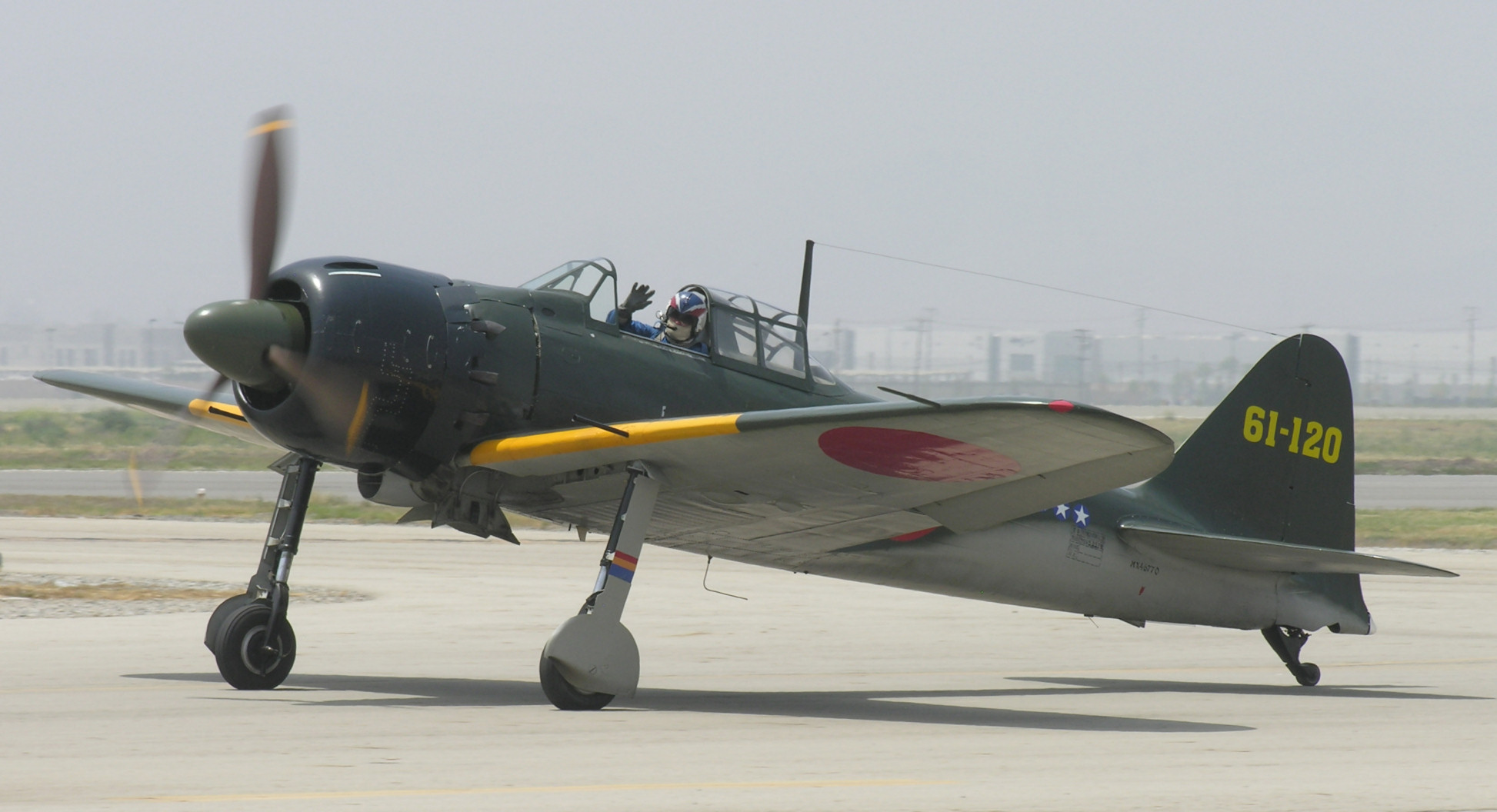
自らの動力で飛行場内を移動している61-120号機

零式艦上戦闘機五二型61-120号機は、アメリカ合衆国カリフォルニア州チノのプレーンズ・オブ・フェイム航空博物館が所有する零式艦上戦闘機（以下、零戦と略す）。
機体・エンジンともにオリジナル（厳密には新造部品と取り替えられている箇所もあるが）で飛行可能な唯一の零戦として知られている。

## 来歴
1944年（昭和19年）3月頃、中島飛行機の小泉工場（現在の群馬県邑楽郡大泉町）で製造された。製造番号は5357。程なくして、サイパン島防衛のため同島に設置された第二六一海軍航空隊に配備された。6月15日にサイパン島の戦いが勃発。それから4日後、部隊が展開していたサイパン第一基地はアメリカ軍の手に落ち、本機を含む零戦24機が回収された。アメリカ軍はこのうち状態の良い14機（※12機とする資料もある）を栄エンジンその他の部品とともに護衛空母「コパヒー」に積載し、性能試験のため米国本土に移送した。本土到着後、回収機の中からさらに状態の良い4機を抽出し、入念な整備を施し飛行試験を実施した。
第二次世界大戦終結後、アメリカ軍が所有していた零戦は民間に払い下げられた。本機はプレーンズ・オブ・フェイム航空博物館創設者のエドワード・T・マロニーが取得、現在も同博物館で展示されている。定期的にエアショーで展示飛行が行われているが、できる限り寿命を延ばすためエンジン出力は最大でも80%に抑えられている。
なおサイパン島で鹵獲された零戦の内、現存するのは本機を含め3機で、61-121号機がフライング・ヘリテージ・コレクション、61-131号機が国立航空宇宙博物館に収蔵されている。

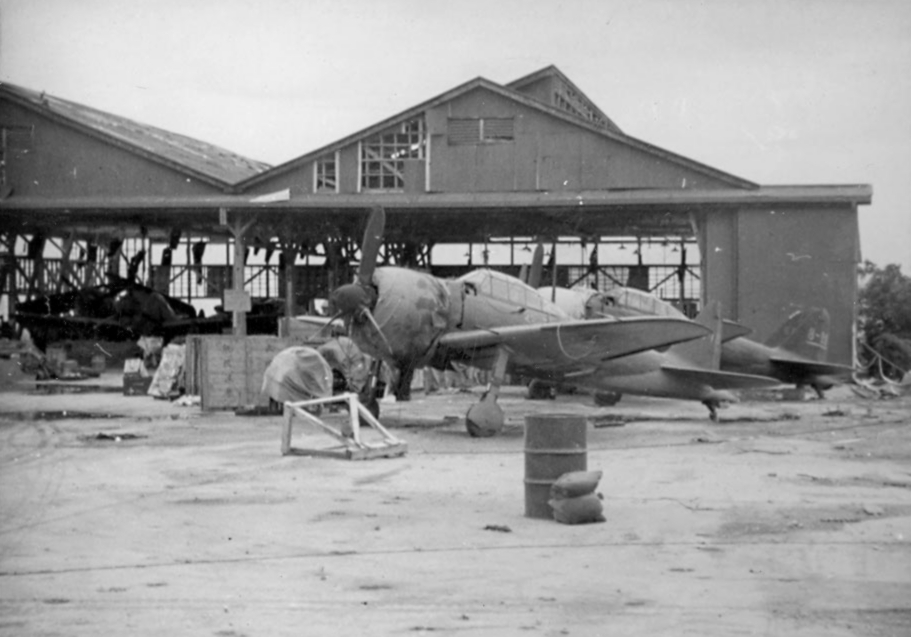
サイパン島で鹵獲された直後の零戦。手前側が本機。
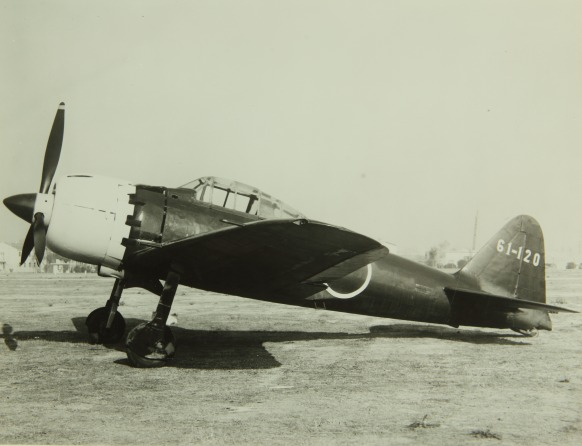
1958年（昭和33年 ）に撮影された本機。 プロペラスピナーはP2Vのもの。

## 修復
1963年（昭和38年）にプレーンズ・オブ・フェイム航空博物館はカリフォルニア州クレアモントからオンタリオ国際空港の一角に移転した。これを機に61-120号機を飛行させる構想が立ち上がり、1970年代半ばから修復が開始された。マロニーが本機を取得した時点でテールコーンやスピナーが失われていたが、それ以外は非常に良好な状態を保っていた。しかし戦後30年近く経過しており、耐腐食性に難のある焼き入れ超々ジュラルミンで構成された主桁は強度不足が心配されたため、性質の近い現行品を精密に加工し換装した。主翼外板も全て張り替えられ、計器・無線類は米国製に交換された。追加装備としてP-51Dのディスクブレーキを改造して搭載し、ペダルはシーフューリーのものに交換された。座席はアメリカ人パイロットの体格に合わせ15cm後退させている。
栄エンジンも良好な状態を保っていたが、プラグと電装系、油圧配管やボルト類は米国製に交換された。また原型機では非搭載の電動スターターも追加装備された。キャブレターは著しい腐食のためB-25爆撃機のライト R-2600から改造し搭載した。

## 日本での里帰り展示
日本への里帰り展示はこれまでに3度実施された。
一回目の里帰りは1978年（昭和53年）で、木更津飛行場をはじめ国内数か所で試験飛行をおこなった。
二回目は1995年（平成7年）で、P-51とともに竜ヶ崎飛行場をはじめ国内数か所で試験飛行をおこなった。
三回目は2012年（平成24年）で、同12月から2013年（平成25年）8月まで埼玉県の所沢航空発祥記念館で展示された。試験飛行は行わず、エンジンの起動と自らの動力で飛行場移動いわばタキシングを披露した。

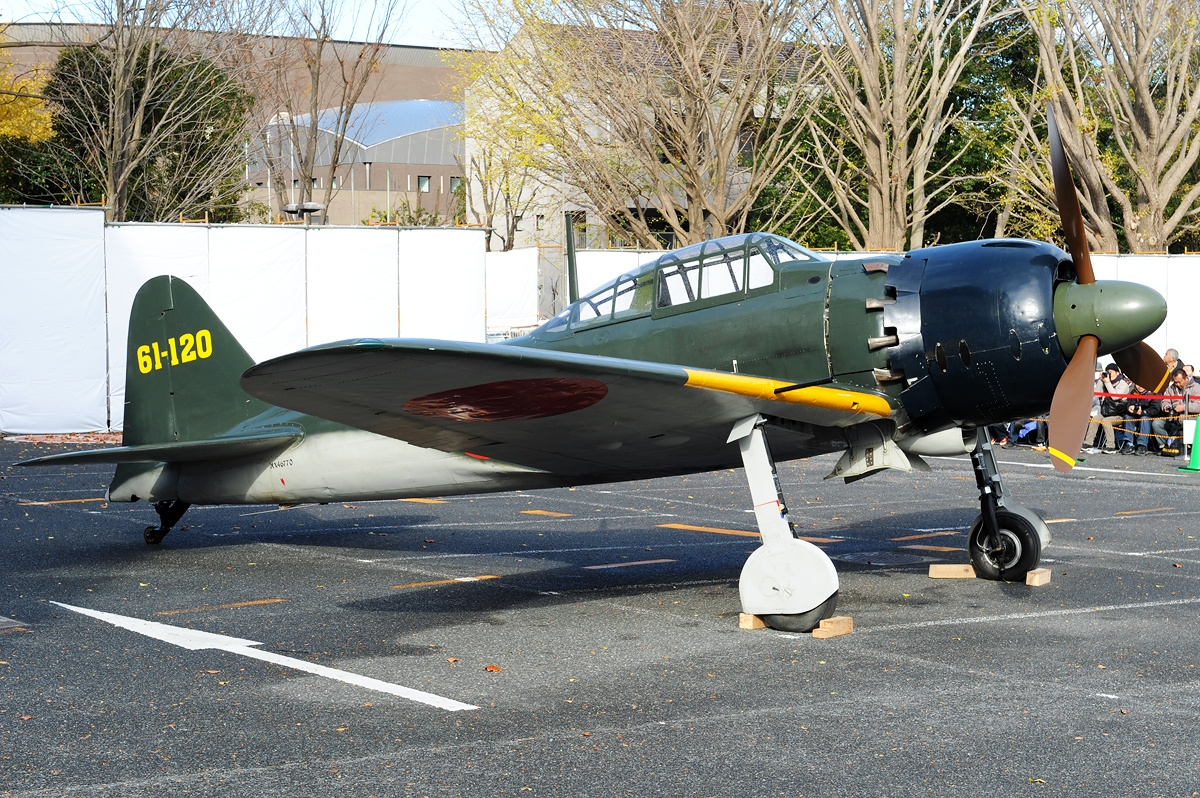
三回目の里帰り展示にて
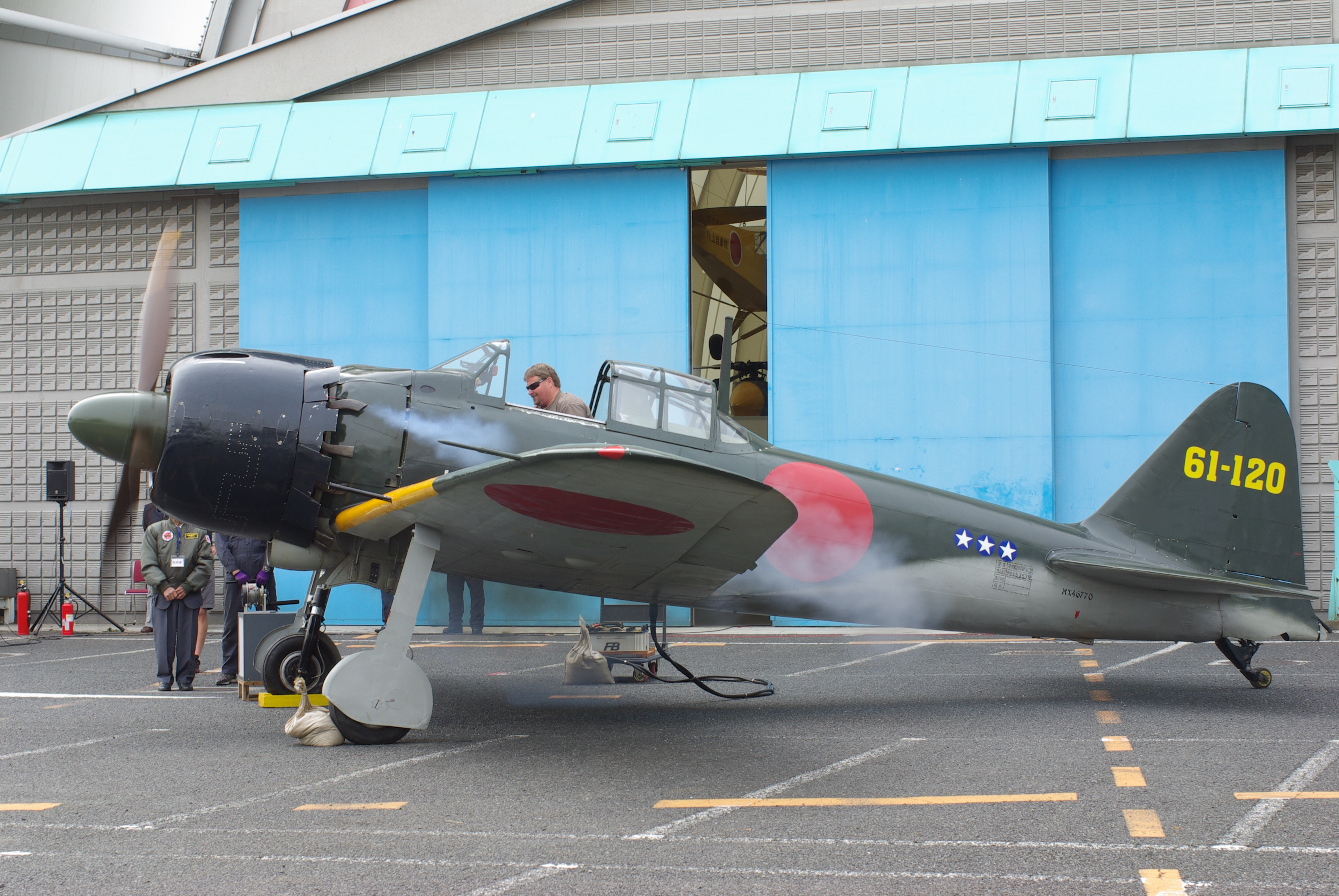
2013年3月29日の里帰り時の様子。 以前里帰りした際の二重線の塗装は史実と異なっていることが判明し消された。機体の色も中島での塗装色の黄緑がかった色にされ、尾翼番号も字体が変更された。

## 出演作品
- パールハーバー（タッチストーン・ピクチャーズ　2001年）
- 零戦 世界最強の伝説（東北新社　2004年）
- 零戦～栄光と悲劇の航跡～（NHK　2010年）

## 文献
- 藤森篤2011『現存零戦アーカイブ』枻出版社
- 野原茂2010「サイパン島の虎」『丸』（8月別冊）潮書房 p92-96